# Vodní mlýn (Hrubšice)
Vodní mlýn v Hrubšicích čp. 13 se nachází naproti místnímu zámku. Je chráněn jako kulturní památka České republiky.

## Historie
Současná budova mlýna pochází z druhé třetiny 19. století. Po roce 1950, kdy byl převzat do JZD, byl degradován na mletí šrotu. Definitivní zkáza mlýna byla způsobena zničením stavu na řece Jihlavě, která Hrubšicemi protéká.